# Момчетата
„Момчетата“ (на английски: The Boys) е американски супергеройски сериал, разработен от Ерик Крипки. Базиран е на едноименния комикс на Гарт Енис и Дарик Робъртсън. В него епонимният екип от виджиланти се бори срещу супергерои, които злоупотребяват със силите си.
Премиерата му е на 26 юли 2019 г. по Amazon Prime. Още преди нея е подновен за втори сезон, който започва на 4 септември 2020 г. Поръчан е и трети сезон, а също така и спиноф сериал е в процес на разработка. Трети сезон започва на 3 юни 2022 г. На 10 юни 2022 г. е подновен за четвърти сезон. На 14 май 2024 г. е обявено, че е подновен за пети сезон.
На 13 юни 2024 г. започва четвърти сезон.